# Hammersmith
Hammersmith ist ein Stadtteil von London. Er gehört zum London Borough of Hammersmith and Fulham und liegt am Nordufer der Themse, etwa acht Kilometer westlich von Charing Cross. Im Norden grenzt der Stadtteil an Shepherd’s Bush, im Osten an Kensington, im Süden an Fulham und im Westen an Chiswick.

## Verkehr

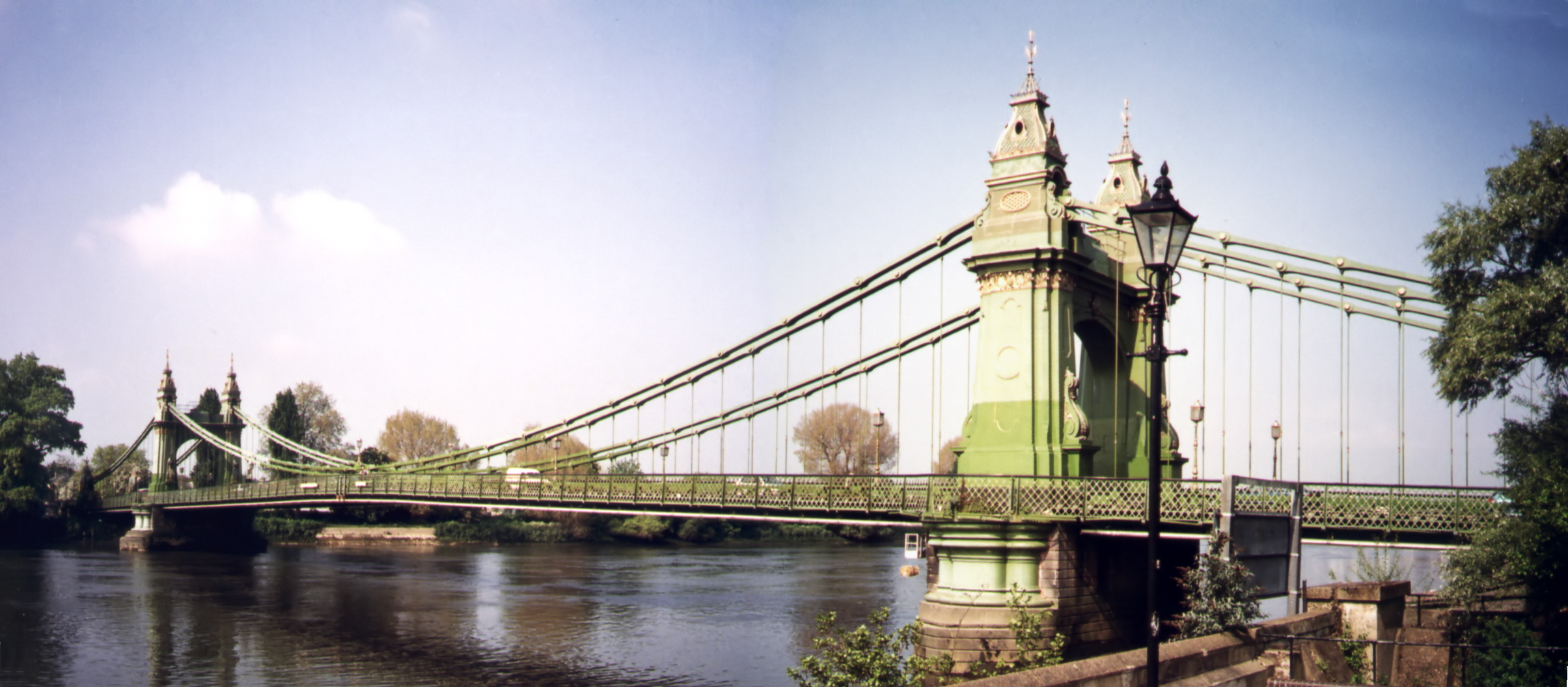
Hammersmith Bridge

Hammersmith ist ein bedeutender Verkehrsknotenpunkt im Westen Londons, an dem sich die Hauptausfallstraße A4 (auch als Great West Road bekannt) mit mehreren anderen Hauptstraßen kreuzt. Der Kreuzungspunkt ist in Form eines Kreisverkehrs mit fast 200 Metern Durchmesser gestaltet. In dessen Mitte befinden sich ein Busbahnhof und die Station Hammersmith der London Underground (Piccadilly Line und District Line). Der Kopfbahnhof der Hammersmith & City Line und der Circle Line ist an der Nordwestecke des Kreisverkehrs zu finden. Die nahe gelegene Hammersmith Bridge überquert die Themse.

## Wirtschaft und Kultur

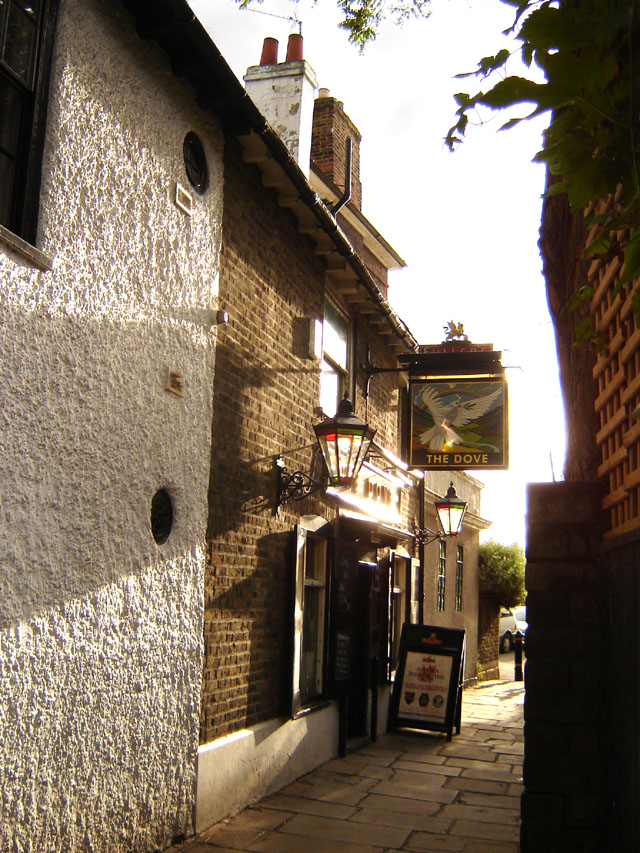
Eingang zum Pub The Dove, einziger Überrest des alten Dorfes Hammersmith.

Wirtschaftlicher Mittelpunkt des Stadtteils ist das Broadway Centre, ein Einkaufszentrum inmitten des Kreisverkehrs. Ein weiteres Einkaufszentrum, die King's Mall, befindet sich etwas weiter westlich an der King Street. Diese Straße ist darüber hinaus auf einer Länge von mehr als einem halben Kilometer beidseits von Läden gesäumt. Das Gebiet östlich des Kreisverkehrs wird von mehreren Bürohochhäusern geprägt, die Sitz von Niederlassungen mehrerer internationaler Unternehmen sind. Bekannt ist Hammersmith auch als kulturelles Zentrum. Das Hammersmith Apollo (früherer Name: Hammersmith Odeon) ist eine renommierte Konzert- und Veranstaltungshalle. Ebenfalls an der King Street liegt das POSK Polish Centre, das Zentrum der polnischen Gemeinschaft in London.

## Persönlichkeiten
- James De Ville (1777–1846), Phrenologe
- Ernest Lewis (1867–1930), Tennisspieler
- Herbert Richmond (1871–1946), Admiral, Marinehistoriker und Marinestratege
- Blanche Thornycroft (1873–1950), Schiffbauingenieurin
- Archibald Sharp (1889–1952), Schwimmer
- Albert Chibnall (1894–1988), Biochemiker
- Miles Clifford (1897–1986), Kolonialadministrator
- Margaret Rock (1903–1983), Kryptoanalytikerin
- Jocelyn Herbert (1917–2003), Kostüm- und Bühnenbildnerin
- Jack Goody (1919–2015), Ethnologe, Anthropologe und Medientheoretiker
- Ron Pavitt (1926–1988), Hochspringer
- Howard Hodgkin (1932–2017), Maler
- Colin Patterson (1933–1998), Wirbeltier-Paläontologe
- David Barclay (1934–2021), Unternehmer und Verleger
- Frederick Barclay (* 1934), Unternehmer und Verleger
- Kenneth Holmes (1934–2021), Molekularbiologe und Biophysiker
- Sheila Hoskin (* 1936), Weitspringerin
- Douglas Milsome (* 1939), Kameramann
- Brian Tufano (1939–2023), Kameramann
- Judy Cornwell (* 1940), Schauspielerin
- Jean Gol (1942–1995), belgischer Politiker
- Roger Daltrey (* 1944), Musiker
- Barbara Adams (1945–2002), Ägyptologin und Kuratorin
- Alan Rickman (1946–2016), Schauspieler
- Alan Wakeman (* 1947), Jazz- und Rock-Saxophonist
- Bob McCarron (* 1950), australischer Spezialeffektkünstler und Maskenbildner
- Hilary Benn (* 1953), Politiker
- Jonathan Coy (* 1953), Schauspieler
- Donald C. Jackman (1954–2023), US-amerikanischer Mediävist
- Thomas Dolby (* 1958), Musiker
- Gary Numan (* 1958), Musiker
- Daniel Peacock (* 1958), Schauspieler, Synchronsprecher, Drehbuchautor, Filmregisseur und Filmproduzent
- Anthony Calf (* 1959), Theater- und Filmschauspieler
- Lauren Jeffrey (* 1960), Skilangläuferin
- Caroline Bliss (* 1961), Schauspielerin
- Frank Bruno (* 1961), Profiboxer
- Femi Elufowoju Jr. (* 1962), britisch-nigerianischer Filmschauspieler, Theater- und Opernregisseur
- Stuart Pearce (* 1962), Fußballtrainer und -spieler
- Lucy Lethbridge (* 1963), Schriftstellerin
- Lucy Briers (* 1967), Theater- und Filmschauspielerin
- Roger Stanislaus (* 1968), Fußballspieler
- Jacob Rees-Mogg (* 1969), Politiker, Leader of the House of Commons
- Antoinette Sandbach (* 1969), Rechtsanwältin und Politikerin (Conservative Party)
- Marcus Gayle (* 1970), jamaikanischer Fußballspieler
- Jane Goldman (* 1970), Schriftstellerin, Moderatorin, Produzentin und Drehbuchautorin
- Sacha Baron Cohen (* 1971), Komiker und Schauspieler
- Julian Golley (* 1971), Dreispringer
- Andy Impey (* 1971), Fußballspieler
- Eddie Newton (* 1971), Fußballspieler und -trainer
- Joe Calzaghe (* 1972), italienisch-walisischer Boxer und Weltmeister
- Jamie Bamber (* 1973), Schauspieler
- Crispian Mills (* 1973), Sänger, Gitarrist und Filmregisseur
- Charlie Oatway (* 1973), Fußballspieler
- Danny Dichio (* 1974), Fußballspieler
- Kadamba Simmons (1974–1998), Schauspielerin und Model
- Steve Trapmore (* 1975), Ruderer
- Simon Collins (* 1976), kanadischer Sänger, Schlagzeuger und Komponist
- Benedict Cumberbatch (* 1976), Schauspieler
- Tom Hardy (* 1977), Schauspieler
- Jamie Pace (* 1977), maltesischer Fußballspieler
- Marcus Bent (* 1978), Fußballspieler
- Rosamund Pike (* 1979), Schauspielerin
- Charlotte Hatherley (* 1979), Sängerin und Gitarristin
- David Gyasi (* 1980), Schauspieler
- Kunal Nayyar (* 1981), Schauspieler
- Jemima Rooper (* 1981), Schauspielerin
- Example (* 1982), Rapper und Musiker
- Scott Overall (* 1983), Langstreckenläufer
- Lily Allen (* 1985), Sängerin
- Alfie Allen (* 1986), Schauspieler
- Mischa Barton (* 1986), britisch-irische Schauspielerin
- Danny Rahim (* 1986), Schauspieler
- Lily Donaldson (* 1987), Model
- Kerrea Gilbert (* 1987), Fußballspieler
- Augustus Prew (* 1987), Schauspieler
- Daniel Awde (* 1988), Leichtathlet
- Freddie Fox (* 1989), Film- und Theaterschauspieler
- Imogen Poots (* 1989), Schauspielerin und Model
- Sabrina Bartlett (* 1991), Schauspielerin
- Wes Foderingham (* 1991), Fußballspieler
- Toby Regbo (* 1991), Schauspieler
- Samantha Shannon (* 1991), Schriftstellerin
- Suki Waterhouse (* 1992), Model und Schauspielerin
- Cara Delevingne (* 1992), Model und Schauspielerin
- Will Poulter (* 1993), Schauspieler
- Arlo Parks (* 2000), Sängerin und Songwriterin
- Michael Olise (* 2001), Fußballspieler
- Jaden Philogene (* 2002), Fußballspieler